# Journal für praktische Chemie
Journal für praktische Chemie - німецькомовний науковий журнал з хімії. 
Журнал засновано у 1828 році Отто Лінне Ердманом (1804–1869) як Journal für technische und ökonomische Chemie, він є найстарішим хімічним журналом у Німеччині. З 1828 до 1869 Ердманн був редактором разом із Францом Вільгельмом Швайггер-Зайделем (з 1833 по 1838), Річардом Феліксом Маршаном (з 1839 по 1850) і Густавом Вертером (з 1853 по 1869). З 1870 по 1884 рік головним редактором був Герман Кольбе. З 1879 по 1884 рік Ернст фон Майєр працював співредактором під керівництвом Кольбе, а після смерті Кольбе в 1884 році став головним редактором і продовжував виконувати цю посаду до самої смерті у 1916 році. Починаючи з 1917 року журнал редагували Юліус Бредт, Теодор Курціус, Карл Ельбс, Отто Фішер (1852–1932), Фріц Ферстер і Бертольд Рассов та Август Дарапскі. Починаючи з 1953 року Journal für praktische Chemie видавало Хімічне товариство НДР (Chemische Gesellschaft der DDR).
У 1992 році Journal für praktische Chemie був об'єднаний з Chemiker-Zeitung (заснована в 1877 році).  У 2001 році Journal für praktische Chemie був об'єднаний з журналом Advanced Synthesis & Catalysis, який видає Wiley-VCH Verlag у Вайнхаймі .

## Зовнішні посилання
- Journal für praktische Chemie, de.wikisource
- Інтернет-бібліотека Wiley: Advanced Synthesis & Catalysis
- онлайн-тома з 1834 по 1871 (з пропусками), mirlyn.lib.umich.edu
- онлайн-тома з 1834 по 1922 рік, hathitrust.org
- онлайн-тома з 1870 по 1942 (тома 109–268), gallica.bnf.fr